# Cribrariaceae
Cribrariaceae is een familie van slijmzwammen in de orde Liceales.

## Geslachten
Het familie omvat de volgende geslachten:
- Lindbladia
- Cribraria